# Rubano Rugby
Il Roccia Rubano Rugby nasce dall'unione di due società sportive italiane di rugby a 15 tutte con sede a Rubano, in Provincia di Padova.

## Storia
L'unione nasce nel 1997 dalla fusione di Rubano Rugby (fondato nel 1978) e Santo Stefano Rugby.
Attualmente è formata dalla Società "Roccia Rubano Rugby Junior A.S.D. (minirugby e mixed ability rugby) ed è parte della union padovana Patavium Rugby (categorie juniores, seniores e old). 
La prima squadra (ora Patavium Rugby), dopo essere approdata in serie B nel 2001, ottiene la sua prima promozione in serie A2 (la terza serie nazionale) al termine della stagione 2009/2010.

## La Serie A
L'anno successivo si salva ai play-off ai danni della blasonata Amatori Milano, sconfitta seccamente in entrambe le partite e condannata alla B.
La stagione regolare 2011/12 si chiude con un brillante terzo posto a soli due punti dalla promozione in A1. La promozione arriva invece a tavolino, con l'allargamento del campionato di Eccellenza da 10 a 12 squadre, per reintegrare il Viadana dopo l'esperienza in Celtic League/Pro12 con la franchigia degli Aironi. La conseguente promozione in massima serie delle Fiamme Oro (sconfitte nella finale play-off della stagione precedente di A1 dal San Donà) lascia vacante un posto in A1 che viene assegnato al Roccia Rubano, in virtù del terzo posto ottenuto nel campionato di A2.
Nel 2012/'13, il primo anno nella seconda serie nazionale, il Roccia ottiene un'agevole salvezza chiudendo al settimo posto.
Nel 2013/'14 il Roccia evita la retrocessione arrivando terzultimo del girone e guadagnando così la permanenza nella seconda serie nazionale per il terzo anno consecutivo.
Dalla stagione 2014/'15 la serie A: sono eliminati i gironi 1 e 2 meritocratici e vengono formati 4 gironi territoriali. A fine stagione retrocedono in Serie B.
La squadra milita nel campionato di Serie B fino alla stagione 2018-'19, dopo la quale viene fondato il Patavium Rugby Union, società in cui confluiscono gli atleti di Roccia Rubano Rugby e Selvazzano Rugby e che comprende le categorie juniores (U15-U17-U19) e seniores (Serie A, Serie C, Old, Touch genitori e Touch vecchie glorie).
Al termine della stagione 2021-'22 il Patavium Rugby ottiene una storica promozione in serie A chiudendo il Campionato di Serie B al primo posto in classifica.

## Cronistoria
- 2009/10 - Serie B
- 2010/11 - Serie A2
- 2011/12 - Serie A2
- 2012/13 - Serie A1
- 2013/14 - Serie A1
- 2014/15 - Serie A
- 2015/16 - Serie B
- 2016/17 - Serie B
- 2017/18 - Serie B